# Iza Rydfjäll
Iza Rydfjäll (* 1992) ist eine schwedische Unihockeyspielerin, welche beim Nationalliga-A-Verein UHC Kloten-Dietlikon Jets unter Vertrag steht.